# Santa Cruz del Sur
Santa Cruz del Sur è un comune di Cuba, situato nella provincia di Camagüey.